# Трошин, Анатолий Михайлович
Анатолий Михайлович Трошин (20 августа 1940 — 9 апреля 2018) — советский и российский журналист, главный редактор журнала «Гражданская авиация» в 1975–2015 годах.

## Биография
Родился 20 августа 1940 года в селе Михайловское Перемышльского района Калужской области.
Окончил среднюю школу с серебряной медалью, после чего поступил в Рижское лётно-техническое училище гражданской авиации (РЛТУГА, РАУСС ГВФ), которое окончил в 1961 году. 
С 1961 года радиотехник в аэропорту Домодедово, с 1963 года – освобождённый секретарь комсомольской организации Домодедовского объединённого авиаотряда Московского транспортного управления гражданской авиации.
С 1965 года — старший литсотрудник, редактор отдела, заместитель главного редактора журнала «Гражданская авиация». В мае 1975 года назначен главным редактором журнала.
С 2015 года на пенсии.
Заслуженный работник культуры РСФСР. Почетный работник транспорта России. Награждён орденом Дружбы народов.

## Книги
- Люди крылатой судьбы [Текст] : сборник очерков о ветеранах гражданской авиации / Анатолий Трошин. — Москва : Студент, 2014. — 413, [2] с., [33] портр., цв. портр. : факс.; 25 см; ISBN 978-5-4363-0061-0 Посвящается 50-летию образования М-ва гражданской авиации СССР
- Нетипичный министр [Текст] : Книга памяти о министре гражданской авиации СССР Борисе Егоровиче Панюкове / Анатолий Трошин. — Москва : Студент, 2013. — 347, [2] с., [16] л. фотографий : ил., портр.; 25 см; ISBN 978-5-4363-0050-4